# Asbjørn Lindboe
Asbjørn Lindboe, född 19 juni 1889, död 8 mars 1967, var en norsk jurist och politiker.
Lindboe blev juris kandidat 1914, var praktiserande advokat i Trondheim från 1919, højesterettsadvokat från 1925. Han var statsråd och chef för justitie- och politidepartementet i Peder Kolstad och Jens Hundseids regeringar.